# Naptevékenység
A naptevékenység a Nap sugárzásában mutatkozó nagyobb léptékű, átmeneti jellegű, helyi zavarok gyűjtőneve.
Az egyes naptevékenységi jelenségek élettartama legfeljebb néhány hónap, méretük néhány megamétertől mintegy 100 Mm-ig (a napátmérő közel egytizedéig) terjed. A szóban forgó időszakban és területen a Nap sugárzási intenzitásának a normális értéktől vett eltérése - legalább bizonyos hullámhossztartományban - a normális értékkel összemérhető nagyságú. (Vagyis az intenzitás legalább kb. 30%-kal nő vagy csökken, de gyakran sokkal nagyobb mértékben.)

## Naptevékenységi jelenségek
A naptevékenységi jelenségek főbb típusai a következők.
- Napfolt: környezeténél sötétebb terület a fotoszférában.
- Napfáklya: környezeténél világosabb terület a fotoszférában.
- Protuberancia: a napkoronában lebegő vagy mozgó, a környező gáznál sűrűbb és hidegebb felhő
- Fler: a naplégkör egy körülhatárolt részének hirtelen, erős kifényesedése
- Koronakidobódás: a napkorona egy darabjának kilökődése a bolygóközi térbe.

A naptevékenységi jelenségek általában csoportosan fordulnak elő, a Nap ún. aktív vidékein. (Kivételt egyedül a protuberanciák egyik altípusát képező nyugodt protuberanciák jelentenek, valamint a koronakidobódások közül azok, amelyek nyugodt protuberanciákhoz kapcsolódnak.)
A flerek, koronakidobódások, valamint a protuberanciák egyes fajtái (pl. az eruptív protuberanciák) gyakran egymást kísérő jelenségek. Éppen a legnagyobb léptékű, leglátványosabb ilyen jelenségekben jelentkezik együtt az eruptív protuberancia, a fler és a koronakidobódás. Az ilyen látványos jelenségegyüttest újabban eruptív flernek szokás nevezni.

## A naptevékenység változásai, napciklus
A naptevékenység erősségét az egyes naptevékenységi jelenségek mennyiségére és méretére vonatkozó mérőszámokkal szokás jellemezni. A történetileg első és máig legszélesebb körben használt ilyen mutató a Wolf-féle napfolt-relatívszám.
A naptevékenység változása mintegy 11 éves ciklust követ. (Ez a naptevékenységi ciklus vagy röviden napciklus.)
A napciklussal párhuzamosan kismértékű (ezrelék nagyságrendű) ingadozás tapasztalható a Földet ért napsugárzási fluxusban, a napállandóban is. (Naptevékenységi maximum idején a napállandó is kicsit nagyobb.)

## A naptevékenység magyarázata
A naptevékenységi jelenségek a Nap mágneses terének anomáliáihoz köthetők. Az aktív vidékek ott jelennek meg, ahol a Nap felszíne alól erős mágneses fluxuskötegek tolulnak fel a naplégkörbe. A nyugodt filamentumok pedig a Nap gyenge általános mágneses terének semleges vonalai fölött lebegnek. Az egyes aktivitási jelenségek részletesebb magyarázatára a megfelelő szócikkekben kerül sor.

## Földi hatások
A naptevékenységi jelenségek közül egyedül a koronakidobódásoknak és a flereknek van közvetlen földi hatása. A közvetlen hatások a következők.
- Erős flerek idején jelentősen megnő a földi felsőlégkörben és bolygónk kozmikus környezetében a nagyenergiájú sugárzások erőssége. Ez elsősorban a röntgen- és gammasugárzásra vonatkozik, továbbá, ha a Föld a flerből kiinduló részecskenyaláb útjába esik, akkor a töltött részecskék (elsősorban protonok) áramára is. Ezek kárt okozhatnak egyes műholdakban és űrszondákban; a töltött részecskék továbbá egészségi kockázati tényezőt jelentenek pilóták és űrhajósok esetében.
- A flereket kísérő rádiókitörések megzavarhatják a rádiós kommunikációt és a radarok működését.
- Ha a Föld a kidobott anyag útjába esik, a földi magnetoszférának ütközve mágneses vihart okozhat. A vihar megzavarhatja a navigációt, megbolondítva az iránytűket. Emellett a mágneses tér gyors ingadozása erős kóbor áramokat indukálhat az elektromos berendezésekben, ami olykor - elsősorban magas földrajzi szélességeken, például Kanada, Skandinávia - nagy területeket érintő áramkimaradásokhoz vezet.
- A magnetoszférában - a van Allen-övekben állandóan jelenlevő töltött részecskék a mágneses vihar következtében a sarkvidékeknél bejuthatnak a Föld felső légkörébe, ott a sarki fény néven ismert fényjelenséget okozva.
- A magnetoszférában a töltött részecskék mennyisége jelentősen megnőhet, ha a Földet eltaláló (koronakidobódásból eredő) bolygóközi mágneses felhő mágneses polaritása a magnetoszféráéval ellentétes. Ekkor ugyanis a felhő és a magnetoszféra között mágneses átkötődés történhet, s ennek révén a felhő plazmája bejuthat bolygónk magnetoszférájába.

A közvetlen hatásokon túlmenően a naptevékenységnek hosszú távú földi hatásai is vannak. A naptevékenységnek a 11 éves napciklusnál hosszabb távú változásai kimutathatóan korrelációt mutatnak a földi átlaghőmérséklet változásaival (Haigh 2003). A mai konszenzus szerint a globális felmelegedés 1900 és 1970 közötti, lassabb ütemű fázisa elsősorban a naptevékenység ugyanezen időszakban mutatott erősödésére vezethető vissza. Az utóbbi évtizedek gyorsabb ütemű melegedésében viszont a Nap már alárendelt szerepet játszik (Solanki et al. 2004).